# Miguel Tendillo
Miguel Tendillo Belenguer (* 1. Februar 1961 in Moncada) ist ein ehemaliger spanischer Fußballspieler.

## Spielerkarriere
Tendillo begann seine Karriere beim FC Valencia. In der Zeit von 1978 bis 1986 gewann der Verteidiger einmal den spanischen Pokal und konnte 1980 den Europapokal der Pokalsieger und den Europäischen Supercup gewinnen. Tendillo war im Finale Kapitän der Los Ches und spielte durch. 1986 wechselte er zu Real Murcia, wo er nur ein Jahr blieb. Von 1987 bis 1991 war er bei den Königlichen von Real Madrid unter Vertrag. In Madrid konnte er 1988 seinen ersten spanischen Meistertitel holen, zwei weitere sollten folgen. Weiters gewann er einmal den spanischen Pokal und dreimal den spanischen Supercup. 1991 ging er zum FC Burgos und ließ dort seine Karriere bis 1993 ausklingen.
International spielte Tendillo 27 Mal für Spanien und erzielte ein Tor. Er nahm an der Europameisterschaft 1980 in Italien (Spanien schied in der Gruppenphase aus) und an der Weltmeisterschaft 1982 im eigenen Land teil, wo die Spanier in der zweiten Gruppenphase ausschieden.

## Erfolge
- dreimal spanischer Meister (1988, 1989, 1990)
- zweimal spanischer Pokalsieger (1979, 1989)
- dreimal spanischer Supercupsieger (1988, 1989, 1990)
- einmal Europapokal der Pokalsieger (1980)
- einmal UEFA Super Cupsieger (1980)